# Saint-Brandon
Pour les articles homonymes, voir Brandon.
Saint Brandon, également connu sous le nom d'écueils des Cargados Carajos, est un archipel de l’océan Indien situé à environ 415 km au nord-nord-est de l'île Maurice, composé de bancs de sable et d'îlots.
Saint Brandon se compose de cinq groupes d'îles, avec environ 28-40 îles et îlots au total, en fonction des tempêtes saisonnières des mouvements de sable qu’elles causent. 22 îles et bancs de sable portent un nom. L'archipel a une très faible altitude et peut donc être facilement submergé dans des conditions météorologiques extrêmes. Il a une superficie totale estimée à 1,3 km2 et 500 acres (2,0 km2). L'activité économique de la région se limite à la pêche dans les eaux peu profondes qui s’étalent sur environ 2 300 km2 autour des îles. Au début du XIXe siècle, la plupart des îles étaient utilisées comme stations de pêche.
Géographiquement, l'archipel fait partie des Mascareignes et est situé sur le plateau des Mascareignes formé par la séparation du microcontinent Mauritia lors de la séparation de l'Inde et de Madagascar il y a environ 60 millions d'années.
Sur le plan politique, Saint-Brandon fait partie du territoire de Maurice et est regroupé avec les îles éparses de Maurice ainsi qu’Agaléga, et l’archipel des Chagos (y compris Diego Garcia),, ce dernier territoire étant sous souveraineté britannique et revendiqué par Maurice. Les îles éparses sont définies comme « toutes les îles comprises dans l'État de Maurice autre que les îles de Maurice et Rodrigues ». Elles sont administrées à partir de Port-Louis par la Outer Island Development Corporation (OIDC), qui est responsable de leur gestion et de leur développement et présente ses rapports au bureau du premier ministre,. En vertu d'un jugement du Comité judiciaire du Conseil privé le 30 juillet 2008, 13 des îles éparses sont considérées comme un bail permanent accordé à la Raphaël Fishing Company Ltd,.
Le récif mesure plus de 50 kilomètres de long du nord au sud et 5 kilomètres de large, coupé par trois passes. La superficie du récif est de 190 km2. Les îles ont une petite population migrante, des pêcheurs pour la plupart, recensée à 63 personnes en 2001,. La majeure partie de cette population transitoire, environ 40 personnes, vit sur Île Raphaël, avec de plus petites colonies existant sur Avocaré, Coco, et Île du Sud. Une colonie, sur l’île Albatross, a été abandonnée en 1988. Les îles sont riches en flore et en faune marines, mais sur certaines îles, la faune a été gravement touchée par la présence incontrôlée de rats.

## Géographie
Saint-Brandon est situé dans la partie ouest de l'océan Indien à 985 km à l'est du cap Boina, à Madagascar, et 413 km au nord-nord-est de l'île Maurice entre 16° 15′ et 16° 50′ Sud et 59° 29′ et 59° 42′ Est, sur le plateau océanique des Mascareignes, au sud du banc de Nazareth.
Cet archipel de quelque 60 petites îles sans relief et bancs de sable s'élève à un maximum de 4,6 mètres au-dessus du niveau de la mer. Ces îles sont associées et protégées par un récif corallien en forme d'arc qui renferme des fonds sableux et des hauts fonds coralliens couvrant 280 km2.
Saint-Brandon s'étend sur 67 km depuis l'île d'Albatross au nord (16° 14′ S, 59° 35′ E) à Pointe Requin au sud (16° 50′ S, 59° 28′ E) et sur 22 km de l'île Perle à l'ouest (16° 32′ S, 59° 31′ E) à l'île Paul (16° 34′ S, 59° 43′ E) à l'est.
Il y a souvent une confusion entre l'île du Sud et l'île Coco. Cette confusion se retrouve même sur la carte British Admiralty 1881.
Dans le passé, Cargados Carajos était une grande île volcanique (faisant partie des Mascareignes et causée par le point chaud de la Réunion). Au fil du temps, cependant, l'île s’est érodée jusqu'à ce qu’elle soit submergée et qu’elle laisse place à un atoll de corail. L'archipel fait partie du plateau des Mascareignes, un plateau sous-marin au nord-est de Madagascar, qui est le deuxième plus grand de l'océan Indien après le plateau des Kerguelen.
Les îlots individuels, approximativement du nord au sud, sont :
- Albatross Island 16° 14′ 27″ S, 59° 35′ 31″ E,
- Île du Nord 16° 23′ 16″ S, 59° 38′ 32″ E
- Île Raphael (Raphaël - Raphael Fishing Company) 16° 26′ 00″ S, 59° 36′ 18″ E
- Îlot Sirène 16° 28′ 05″ S, 59° 34′ 49″ E
- Île Tortue 16° 29′ 00″ S, 59° 41′ 14″ E,
- Île Perle) 16° 32′ 46″ S, 59° 30′ 20″ E
- Île du Sud (Île Boisées - Raphael Fishing Company) 16° 48′ 55″ S, 59° 30′ 09″ E
- Île Avocaré (Avoquer, L'Avocaire - Raphael Fishing Company) 16° 36′ 10″ S, 59° 38′ 26″ E
- Petite Capitane
- Grande Capitane
- Îlot Mapare 16° 34′ 22″ S, 59° 42′ 08″ E
- Île Frégate 16° 35′ 55″ S, 59° 30′ 49″ E
- Île Paul
- Puits à Eau
- La Baleine (Baleine Rocks - Raphael Fishing Company)
- Île Veronge (Verronge)	16° 40′ 43″ S, 59° 36′ 23″ E
- Îlot Veronge
- Île Poulailler
- Îlot Palme
- Chaloupe 16° 45′ 08″ S, 59° 34′ 21″ E
- Courson
- Île Cocos (Île aux Cocos - Raphael Fishing Company) 16° 48′ 56″ S, 59° 30′ 09″ E

Un certain nombre d'îles et de cayes sans nom complètent les Cargados. Le nombre total d'îles sur le récif est proche de 40.
L’île Sirène, l’île du Sud, l’île Perle et l’île Frégate sont à l'ouest du récif, tandis que l'île du Nord est à environ 4 kilomètres (2,5 mi) au nord-est de la pointe nord du récif.
L'île Albatross, à environ 18 kilomètres (11 mi) au nord, est géographiquement une île de corail à part entière à l'emplacement 16° 15′ S, 59° 35′ E.
L'île Albatross est la plus élevée (son point culminant est à 5 m au-dessus du niveau de la mer) et la plus grande des îles du groupe, avec une superficie de 1,01 km2, suivie de Raphaël, Tortue, Avocaré, Coco et Sud.
La colonie principale se situe sur l'Île-Raphaël, détenue par la société Raphael Fishing Company, qui détient aussi douze autres îles (l'île du Sud (ou île boisée), Petit Fou, l'Avocaire, l'île aux Fous (Fous, île Fou), l'île du Gouvernement, Petit Mapou, Grand Mapou, La Baleine, l'île aux Cocos, Verronge, l'île aux Bois et Baleines Rocks) en vertu d’un bail permanent. L'île Raphaël peut accueillir jusqu'à 35 employés résidents et une station météorologique et de garde-côtes (avec huit résidents en 1996). Des colonies plus petites existent sur Avocaré, Coco et Sud; la colonie sur Albatross a été abandonnée en 1988.

## Écologie
Les Cargados comprennent environ 190 km2 de récifs et possèdent ce qui est sans doute la plus grande crête algale de l'océan Indien. Quelques îles possèdent des cocotiers ainsi que des buissons et de l’herbe. Les îles sont couvertes de sable blanc fait de corail désagrégé, et une couche épaisse de guano peut être trouvée dans la plupart des îles.

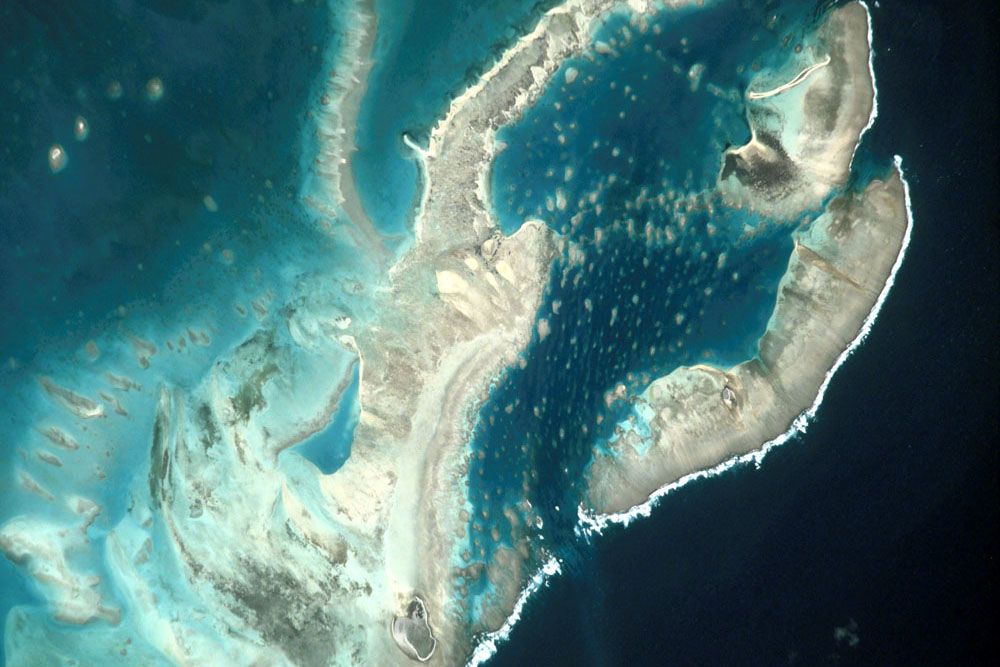
Image satellite des Cargados Carajos

Le littoral est principalement composé de rochers de basalte soudés à la base par le grès de plage. Les récifs frangeants périphériques sont exposés à une forte houle du sud-est. L'eau accumulée s'écoule à grande vitesse dans la passe entre Le Chaland et l'Ile des Deux Cocos (Procter et Salm, 1974). Les récifs sont décrits par Sabn (1976). La partie occidentale de la baie possède un banc corallien et un récif frangeant, dominé par le corail corne de cerf (Acropora), avec un front irrégulier qui fusionne avec les bancs de corail. Le platier récifal a une couverture de corail appréciable. Au nord, ou plus profond dans la baie, plusieurs zones de corail isolées poussent dans les eaux profondes. La frontière orientale a des récifs avec une plus grande diversité de coraux, en particulier d'énormes collines de Pavona avec Mycedium tenuicostatum, ce qui est inhabituel à Maurice. Sur le substrat sablonneux, Goniopora et Pontes constituent un substrat dur pour plusieurs autres espèces, notamment Acropora et Pavona. De grandes tables d'Acropora sont également bien visibles, et lorsqu'elles sont mortes ou retournées, elles fournissent un substrat pour d'autres colonisateurs. Ces zones isolées de corail se sont développées et ont fusionné pour former les nombreux bancs coralliens que l’on trouve dans la baie. Seules vingt-huit espèces de coraux ont été recensées, ce qui est probablement dû à l'uniformité de l’habitat. Plus loin au large, se trouve un récif frangeant périphérique. Celui-ci n'a pas été étudié car son approche est difficile en raison de la houle de sud-est. Quatre-vingt-onze espèces de poissons ont été recensées (Procter et Salm, 1974). Le Bras de Mer du Chaland est bordé de mangroves, en particulier le long de la frontière sud. Ce complexe d'îles basses, de récifs coralliens et de bancs de sable provient d'une vaste plate-forme sous-marine peu profonde. La structure principale est un grand récif en forme de croissant de 100 km de long dont le côté convexe fait face aux alizés de sud-est et au courant sud-équatorial. Le front récifal du récif principal se recourbe vers l'intérieur aux deux extrémités et est coupé par deux ou trois passes. Derrière le récif se trouve une vaste étendue de zones peu profondes, des bancs de sable et une vingtaine d'îlots et de cayes. Certains îlots se trouvent près des passes, mais la majorité se trouve sous le vent du récif principal ou dans la partie recourbée la plus au sud. Beaucoup de patchs de récifs parsèment les centaines de kilomètres carrés d'eau peu profonde et de rives qui se trouvent derrière la « colonne vertébrale » en forme de croissant (Faure, 1975). L'île la plus au nord est Albatros, qui se trouve à environ 19,3 km au nord du récif principal dans la zone de pêche poissonneuse des Grandes Cameaux, qui relie les bancs de Nazareth, une autre zone de pêche importante, 240 km plus au nord. Au nord des Cargados Carajos se trouve l'île du Nord (St Brandon). St Raphaël, (Establishment Island) se trouve à l'extrémité nord du récif principal, dont la principale courbe abrite les îles Perle, Frégate et Paul dans la région centrale et une petite chaîne de plus d'une douzaine d'îles à l'extrémité sud. Les températures varient de 23 à 26 °C, avec des précipitations de 1050 mm par an, principalement de janvier à avril. Le climat est dominé par les alizés du sud-est. Les cyclones peuvent causer des dommages considérables. En 1948, l’île aux Fous a disparu et l'Avocaire a été submergée par 2 mètres d'eau. L’île Longue a été balayée par un cyclone, mais a réapparu. Le courant sud-équatorial est dominant.
Le récif principal possède un platier très large, s'étendant sur plusieurs centaines de mètres en plusieurs parties. Sur son bord faisant face à la mer, il se caractérise par une énorme crête algale (Gardiner, 1907, Strauss in Litt., 9.7.84) dont les dimensions semblent en faire la plus grande structure de ce type signalée dans l'océan Indien. Une grande partie du platier émerge à marée basse. Outre les algues rouges calcaires, il abrite également quelques coraux pocilloporoidae. La pente du récif donnant sur la mer est décrite par Strauss (in litt., 9.7.84) comme largement dépourvue de coraux vivants et avec peu de poissons. Jusqu'à une profondeur d'au moins 20 m, le substrat est complètement dépourvu de biote. Des photographies sous-marines de certains des nombreux monticules et bancs derrière le récif montrent que la densité des coraux durs et mous est typique de nombreuses zones très sédimentées et de lagunes peu profondes de l'océan Indien. La sédimentation et la turbidité sont si élevées sous le vent du récif principal, en raison des particules organiques en suspension (Strauss in litt., 26.6.84), que la visibilité est presque nulle à certains endroits. Les vastes étendues de sable qui s'accumulent sur la plate-forme sous le vent suggèrent une forte production de calcaire autour des récifs. Quatre genres de coraux scléractiniaires ont été recensés sur les hauts fonds (Stoddart, 1984), mais il y en a probablement davantage. Les îles abritent un grand nombre d'oiseaux de mer (Feare, 1984; Gardiner, 1907, Strauss in litt., 9.7.84). Staub et Gueho (1968) ont trouvé 26 espèces au total. Des fous masqués (Sula dactylatra) se trouvent sur l'île Serpent et l'Ile du Nord. De grandes populations de sternes fuligineuses (Sterna Fuscata) et de gygis blanches (Gygis Alba) se trouvent également sur les îles Albatros, St Raphael et Sirène. Les îles étaient autrefois des sites de nidification importants pour les tortues vertes (Chelonia Mydas) et les tortues imbriquées (Eretmochelys Imbricata). Des crabes de cocotier (Birgus Latro) peuvent être présents sur certains îlots, mais cela n’a pas été confirmé. Cargados Carajos pourrait être le seul endroit où le strombe araignée Lambis Violacea a été trouvé (Robertson, 1974). Des visites scientifiques ont été effectuées par Gardiner (1907) et Staub et Gueho (1968), qui ont fourni des notes historiques et dont l'intérêt était surtout ornithologique et botanique. Une expédition comprenant des scientifiques du Musée National des États-Unis a visité l’archipel en 1976 (Strauss in litt., 26.6.84) et a effectué principalement des études ichtyologiques qui ont fourni les seules données disponibles sur le biote du récif. La crête algale est une caractéristique importante de ces hauts fonds et semble être la plus importante observée dans l'océan Indien. Des données météorologiques sont enregistrées sur St Raphael depuis 1944 et sont utiles pour le suivi des cyclones de l'océan Indien (Staub et Gueho, 1968). La gestion des compagnies de pêche est responsable de l'application des lois nationales et locales et, à ce jour, la gestion semble être assez bonne (PNUE, 1984).
Dans les années 1960, une réserve de tortues a été établie sur l'île du Nord par la Raphael Fishing Company. Accoster sur cette île n'est autorisé qu'en été (Staub et Gueho, 1968) en vertu du règlement de la société Raphael Fishing Company.
Les récifs de Maurice ont souffert d’une surpêche et des effets du tourisme. Maurice prévoit d'établir deux réserves marines de récifs coralliens, dont la protection a été proposée en 1974. Cela illustre parfaitement le rythme de protection des ressources naturelles de la région, ralenti par les complications dues à l’indépendance.
En 1975, le gouvernement des États-Unis a proposé d'envoyer une expédition scientifique à St Brandon avec la Smithsonian Institution et National Geographic, mais cela ne s’est jamais concrétisé.
En 1984, il a été proposé de faire des îles Perle et Frégate des réserves naturelles (PNUE, 1984).
Sur certaines îles, les rats, les lapins et les poulets endommagent la faune indigène composée principalement de tortues et d'oiseaux et il est difficile de dire combien d'années encore l'archipel pourra rester un refuge sans protection internationale. L'économie mauricienne a une des croissances les plus rapides au monde. Il y a cependant des pressions pour accroître le tourisme. La canne à sucre, introduite par les Français, est la principale culture de Maurice et représente 17 % des exportations du pays, mais avec le prix du sucre qui diminue, le tourisme est considéré comme un moyen important de diversifier l'économie.
En 2010, un recensement des oiseaux marins et des tortues de St Brandon a été effectué. « Nous avons estimé qu’il y a 1 084 191 oiseaux marins de sept espèces reproductrices et excluant les non-reproductrices dans l'archipel et nous avons compté 279 traces de tortues et des nids de tortues vertes (Chelonia mydas). Des tortues imbriquées (Eretmochelys imbricata) ont également été recensées. L’analyse de 30 îlots différents de l'atoll a montré que les espèces d'oiseaux de mer choisissent les îlots en fonction de leur taille, avec quatre espèces préférant les îlots plus gros et deux espèces préférant les îlots plus petits. Les espèces étrangères introduites historiquement sont encore présentes. Nous proposons des mesures de conservation et d'autres mesures qui devraient permettre de protéger les oiseaux, les tortues et les récifs coralliens en traitant l'atoll en tant que système. ».
La Banque Mondiale a proposé de faire de Saint Brandon une aire marine protégée. L’archipel a également été identifié comme une « zone ornithologique importante » en Afrique par BirdLife International, comme une zone marine importante dans le cadre de la Convention de Nairobi et comme une zone de biodiversité clé par le CEPF.
En 2011, le ministère de l'Environnement et du Développement durable a publié le « Rapport sur l’avenir de l’environnement à Maurice » dans lequel il est écrit : « Il est urgent d'allouer davantage de ressources pour un suivi plus étroit des ressources environnementales des îles ». Il recommande également que St Brandon soit déclaré comme une zone marine protégée.
La Raphael Fishing Company et la protectrice de l’environnement Nathalie Boulle travaillent en étroite collaboration avec la Mauritian Wildlife Foundation pour protéger et promouvoir l'écologie unique de Saint-Brandon et, en 2013, cette dernière a reçu la Médaille du Président par la Princesse Takamodo du Japon pour son travail en tant que « grande défenseur de la Mauritian Wildlife Foundation, qui encourage et soutient leur candidature pour devenir un partenaire de Bird Life et qui parraine leur représentant à la Conférence Mondiale de 2013 »; pour ses « contributions et services essentiels dans le cadre du partenariat avec Bird Life »; et pour « être une contributrice majeure de Bird Life grâce à ses dons sans restriction en tant que marraine fondatrice »
Dans le rapport du président de la Mauritian Wildlife Foundation de mars 2016, St Brandon a été déclaré projet officiel MWF afin de promouvoir la conservation de l'atoll.
En avril 2016, la défenseur de l'environnement international Nathalie Boulle et la Raphael Fishing Company Ltd., ont financé et organisé une mission d'enquête de sept jours avec certains des plus grands experts du monde,. Trois experts de renommée mondiale : Professeur Henk Bauwman (Écotoxicologie, pollution de l'environnement, écologie des oiseaux); Professeur Tony Martin (Écotoxicologie, pollution de l'environnement, écologie des oiseaux); Professeur Tony Martin (éminent spécialiste des mammifères marins) et Dr Nick Cole (herpétologiste, responsable de la restauration des îles de la MWF) ont inspecté les îles pour sensibiliser l’opinion à la nécessité de protéger les îles et d'enquêter, à plus long terme, sur les effets de la pollution des métaux lourds et du plastique dans l'océan Indien.
En 2016, un documentaire a été réalisé en français au sujet de la conservation sur les îles détenues avec un bail permanent par la Raphael Fishing Company.

## Histoire

Planisphère de Cantino (1502), Bibliothèque Estense, Modène, Italie

L'atoll a peut-être été découvert en 975 après J.C. par des marins arabes qui lui ont donné le nom de Dina Arobi (« Île abandonnée » - Ile Maurice) et aurait ensuite été appelé « Baixos » sur le planisphère de Cantino de 1502. Il a été nommé en 1506 par des marins portugais. Des pirates ont utilisé les îles comme refuge. Il est cartographié pour la première fois par les Portugais en 1546 comme deux groupes d'îles : São Brandão et Cargados Carajos. D'après Auguste Toussaint, le nom initial aurait été Coroa dos Garafos ou "la couronne aux oiseaux de mer". En 1598, les Hollandais ont occupé les îles. L'île Maurice et ses îles associées ont été colonisées par les Français vers 1715, accordées par le roi de France à la Compagnie des Indes en 1726, mais rétrocédées à la Couronne française en 1765. Les premières cartes détaillées apparurent en 1742.
Dans le livre The history of Mauritius, or the Isle of France, and the neighbouring islands; from their first discovery to the present time de Charles Grant, l'auteur cite des documents de son père :

« L’atoll de Corgados Garayos était, en 1742, l’objet principal des recherches faites par le bateau nommé Charles et la tartane Elisabeth, envoyée de l'île de France (Maurice) sur ordre de M. Mahe de la Bourdonnais, à cette époque gouverneur. Ces deux navires se sont ancrés le 27 août et ont dessiné une carte sur laquelle l’atoll est représenté sous la forme d'un fer à cheval, de six lieues de long, s'étendant du nord-nord-est au sud-ouest. Ces deux bateaux n'ayant pas été du côté nord, n’ont par conséquent pas vu les îles qui se trouvaient de l’autre côté, sa faible étendue, et les similitudes de sa latitude et de sa longitude avec celle de Saint-Brandon, sur laquelle un navire anglais appelé The Hawk (le Faucon) s’est échoué à son retour en Europe depuis Surate, m’a porté à croire qu’il s’agissait du même haut-fond Saint Brandon a été appelé « Cargados » sur la carte du monde de Samuel Dunn de 1794. »

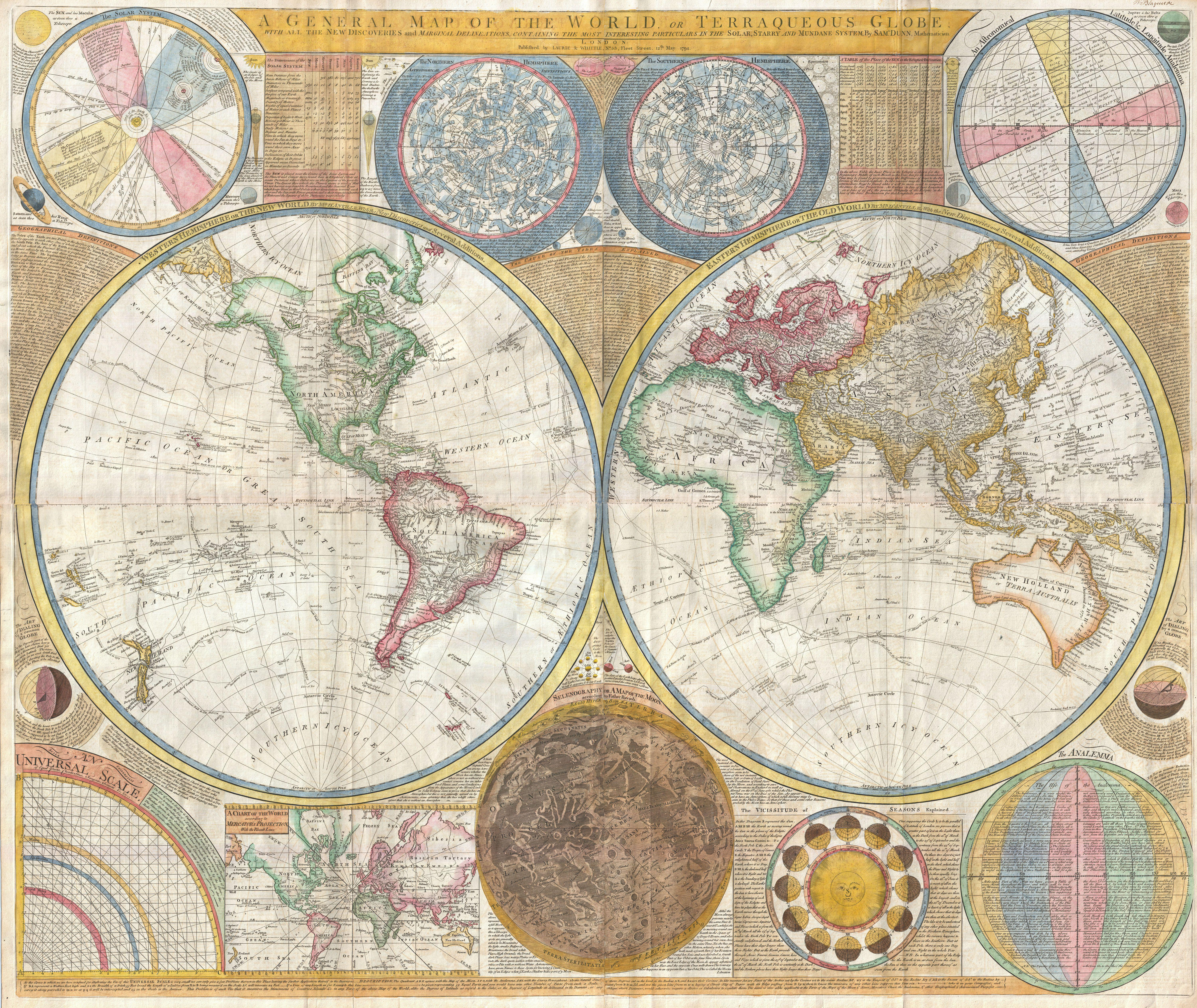
Carte du Monde de Samuel Dunn, 1794

En 1806, Napoléon ordonna la proclamation du Code civil en tant que loi de Maurice et de ses îles. Lorsque, en 1810, Maurice et ses îles furent prises par la force des armes par la Grande-Bretagne, les articles de capitulation confirmèrent aux habitants, conformément à la pratique constitutionnelle britannique, la continuation de leurs propres lois, c'est-à-dire le Code Napoléon tel qu'il était alors rédigé.
Les îles sont devenues une colonie de la Couronne britannique en 1810. En 1820, le gouverneur général de Maurice accorda des jouissances à l'égard des cinq groupes comme suit. Il accorda à Ozile Majestre seul la jouissance exclusive du groupe des Iles Boisées et deux individus, Ozile Majestre et Dominique Bétuel, la jouissance partagée d’un autre groupe de six îles (Petits Fous, Avocaré et quatre autres). Il accorda trois autres jouissances exclusives respectivement à M. Burceret (La Baleine et l'île aux Cocos), à Mme. Veuve Raphaël (l'île Raphaël) et à M. William Stone (Ile Veronge et Ile aux Bois). Toutes ces jouissances étaient illimitées dans le temps. En vertu d'un acte de transfert daté du 4 septembre 1900, M. Louis Souchon, apparemment propriétaire des jouissances relatives des Iles Boisées et des six îles, a vendu les jouissances à St Brandon Fish & Manure Co. Ltd. en vertu d’un deuxième acte daté du 20 septembre 1900. La coopérative mauricienne Engrais Chimiques Co. Ltd., agissant en qualité de propriétaire des trois jouissances restantes, les a vendues à St Brandon Fish & Manure Co. Ltd., qui a ainsi acquis les cinq groupes de l'archipel de Saint-Brandon. Le gouvernement colonial, invité à donner son consentement à ces ventes et, le 19 octobre 1900, a notifié à la société acheteuse qu'il n'avait aucune objection aux transferts à condition que « la jouissance que ladite société possède sur les îles et des îlots susmentionnés soit convertie conformément à l'article 26 [de l'ordonnance de 1874] en un bail permanent ». L'exigence du Gouvernement a été acceptée par la société acheteuse et a conduit à l'acte du 11 octobre 1901. L'acte, décrit comme un « bail permanent par le gouvernement colonial à St Brandon Fish & Fumier Company Limited » a été exécuté au nom du gouvernement par le géomètre M. de Coriolis, qui, au nom du gouvernement, a ratifié les deux ventes de septembre 1900 à la société acheteuse. L'acte a officiellement déclaré que « ... la jouissance actuellement détenue par la St Brandon Fish & Manure Company Ltd des îles et des îlots mentionnés ci-dessus est convertie en bail permanent conformément à l'ordonnance ci-dessus, [avec la société] revendiquant les droits de ceux à qui le gouvernement mauricien les a accordé à l'origine » et que le bail devait entrer en vigueur à compter du 2 octobre 1901. Le « bail permanent » contenait un certain nombre de conditions. En particulier, la société St Brandon devait exporter tout le guano qu'il trouvait sur les îles et payer au gouvernement une redevance de 5 roupies par tonne. Tous les produits des îles devaient être envoyés à l'île Maurice. En outre, « les clauses et les conditions contenues aux actes de concession de la jouissance sont maintenues dans leur intégralité et lieront la Société envers le Gouvernement Colonial…». La société devait également verser au gouvernement une somme annuelle d'une roupie le 2 octobre de chaque année.
Plus récemment, les îles ont été exploitées pour les phosphates dérivés du guano. Les activités minières ont cessé au milieu du XXe siècle.
L'archipel de Saint-Brandon a fait l’objet d’un recensement par les autorités coloniales britanniques le 31 mars 1911 dans le cadre du recensement de l'île Maurice. Cette étude a révélé une population totale de 110 personnes, composée de 97 hommes (86 non indiens et 11 indiens) et 13 femmes (10 non indiennes et 3 indiennes). Bien que l'archipel avait déjà probablement une population résidente à cette époque, comme l'indique la présence de 8 enfants de moins de 15 ans et de 5 personnes de plus de 60 ans, il y avait aussi probablement une population saisonnière, le segment de population le plus important étant les hommes âgés de 20 à 35 ans. 73 hommes travaillaient dans la pêche, 11 dans les mines de guano et 4 étaient constructeurs de bateaux. Une seule personne (homme) a été recensée comme étant née à St. Brandon.
Le recensement de 1911 indique que 3 des 39 maisons de St. Brandon étaient construites en pierre, 8 huit en bois et 28 en chaume. La plupart étaient des logements individuels, mais 10 avaient deux chambres et une en avait trois. Il y avait aussi huit magasins et une chapelle
En octobre et novembre 1917, les îles Saint-Brandon et plus particulièrement, l'île Cocos, furent utilisées par le célèbre croiseur allemand Wolf comme base pour transborder le charbon et les réserves du navire japonais capturé, le Hitachi Maru. L'opération dura trois semaines. Le charbon de chauffe était nécessaire pour le retour du Wolf en Allemagne. Pour ce faire, il lui fallait défier les navires de guerre britanniques, passer le cap de Bonne Espérance et rejoindre l'Atlantique. Le 7 novembre 1917, le Wolf quitta le lagon de l’île Coco et l'Hitachi Maru qui l'accompagnait fut sabordé, à une dizaine de kilomètres au large.
Le recensement de 1921 révéla que la population avait chuté et ne comptait plus que 22 habitants. Il y avait 21 hommes (âgés de 19 à 48 ans) et une seule femme, une catholique mariée, âgée de 31 ans. 14 personnes ont été identifiées comme faisant partie de la « population générale », 11 d'entre elles nées à Maurice, une à Rodrigues et deux aux Seychelles. En outre, il y avait trois Indo-Mauritaniens et 5 « autres Indiens » de Madras, Calcutta et Colombo.
L'emploi le plus courant sur Saint-Brandon en 1922 était l'agriculture, avec un directeur, un directeur adjoint et onze travailleurs. Seuls deux jeunes hommes ont été recensés comme pêcheurs. Trois hommes travaillaient comme charpentiers, un comme maçon, un comme cordonnier et un autre comme domestique. Rien n’indique que les mines de guano fonctionnaient.
En 1925, les liquidateurs de la St Brandon Company vendent les droits du bail permanent à France Ulcoq qui les vend à son tour en 1928 à la Raphael Fishing Co Ltd (« Raphael Fishing »).
Maurice et ses îles deviennent un État indépendant du Commonwealth en 1968 et une république en 1992.
En 2011, le ministère de l'Environnement et du Développement durable a publié le « Rapport sur l’avenir de l’environnement à Maurice » qui déclare que « Pour les îles extérieures de Saint-Brandon, des améliorations majeures sont nécessaires pour promouvoir le développement, la protection de l'environnement et l'utilisation judicieuse des ressources naturelles. »

## Naufrages
Plusieurs naufrages sur les récifs rocheux peu profonds de Saint-Brandon, ont été enregistrés depuis 1662.
Le 12 février 1662, l’indiaman hollandais Arnhen s'est échoué sur les rochers à St. Brandon,,.
Dans les années 1780 (?) - Le navire anglais, The Hawk, s’est échoué sur Saint Brandon lors de son retour en Europe depuis Surate.
En juillet 1818, le voilier Cabalva, appartenant à la Compagnie britannique des Indes orientales, a heurté le récif de Saint-Brandon et a été détruit,,.
Le 15 septembre 1845, le voilier Letitia s’est échoué sur l'îlot Frégate.
Le 3 octobre 1969, le remorqueur russe Argus s’est échoué sur le récif à St. Brandon. 38 hommes ont été secourus par des pêcheurs locaux.
Dans la nuit du samedi 29 au dimanche 30 novembre 2014, l'équipage de "Team Vestas Wind" concourant pour la Volvo Ocean Race, s'échoue en heurtant le récif de Saint-Brandon à une vitesse d'environ 15 nœuds, brisant ses deux safrans et provoquant ainsi une importante voie d’eau à l’arrière. Les neuf membres d'équipage quittent le navire et se réfugient sur le récif. Ils doivent alors attendre jusque 02h30 GMT, le lundi 1er décembre, isolés, dans une zone regorgeant de requins et de barracudas, avant d'être secourus par des garde-côtes basés sur l'île du Sud. Le voilier — d’une valeur de 4,5 millions d’euros — manifestement très endommagé, est resté sur place puis a été récupéré le 23 décembre 2015,.
Le 1er février 2015, le bateau de pêche Kha Yang, avec 250 000 litres de carburant dans ses réservoirs, s'est échoué sur le récif de Saint-Brandon. 20 membres d’équipage ont été secourus peu de temps après l’accident et le carburant a été pompé de ses réservoirs quelques semaines plus tard.
Le 2 février 2017, le cargo Alam Manis de 190 mètres de long, s'est échoué sur Cargados Carajos. Il était en route pour Pipava depuis Richards Bay.

## Chiffres de population
|      | Résident | Transitoire | Total | Notes |
| ---- | -------- | ----------- | ----- | --- |
| 1861 |          |             | 35    | Tous étaient des hommes, |
| 1871 |          |             | 9     | Tous étaient des hommes, |
| 1881 |          |             | 6     | Tous étaient des hommes, |
| 1891 |          |             | 0     | , |
| 1901 |          |             | 87    | 85 hommes et 2 femmes. 54 hommes et une femme étaient de la « population générale » ; 29 hommes étaient Indo- et deux Mauritaniens, 2 hommes et une femme étaient « autres Indiens »                                                             |
| 1911 |          |             | 110   | [ 59 ] |
| 1921 |          |             | 22    | 14 personnes ont été identifiées dans le cadre de la « population générale », 3 Mauritaniens et 5 Indo- ou « autres Indiens ». 21 étaient des hommes et il y avait une seule femme.                                                              |
| 1931 |          |             | 61    | Tous étaient des hommes, dont neuf étaient mariés et un était d'un groupe ethnique indien. La pêche était l'occupation de 59 des hommes, tandis que deux étaient domestiques. La plupart étaient catholiques, mais un musulman a vécu sur l'île. |
| 1944 |          |             | 93    | Tous étaient des hommes, deux d'entre eux d'ethnie indienne, et le reste de la « population générale ». |
| 1952 |          |             | 136   | 124 hommes (dont l'un était ethniquement chinois) et 12 femmes. |
| 1962 |          |             | 90    | [ 64 ] |
| 1972 |          |             | 128   | [ 65 ] |
| 1983 |          |             | 137   | [ 66 ] |
| 2000 | 0        | 63          | 63    | Aucun résident permanent. Seulement une population transitoire. |
| 2011 | 0        |             |       | Aucun résident permanent. Population transitoire non signalée. |

## Statut
C'est une partie de Maurice, dont le statut de réserve écologique est actuellement discuté (proposition de les classer dans la liste du patrimoine mondial[réf. nécessaire]).
Jusqu'en 2005, Saint-Brandon était une concession gérée et exploitée par la société Raphaël Fishing Co. En 2005, la Cour suprême mauricienne a statué que le bail permanent accordé en 1901 par le gouvernement colonial de l'époque aux précurseurs de Raphaël Fishing — bail racheté par la dite compagnie en 1928 — était nul et non avenu. En vertu d'un jugement du Comité judiciaire du Conseil privé le 30 juillet 2008, treize des îles éparses sont considérées comme un bail permanent accordé à la Raphaël Fishing Company Ltd,.

## Dans la culture
L'écrivain J. M. G. Le Clézio évoque Saint-Brandon dans son roman Le Chercheur d'or. Il fait apparaître ce lieu comme « un paradis sur terre » où les pirates venaient se réfugier pour mourir, au XVIIIe siècle.